# Natco Pharma
Natco Pharma Ltd - Companiile farmaceutice indiene.

## Prezentarea generală a companiei
Principalele domenii de activitate - dezvoltarea de medicamente pentru combaterea viralelor (inclusiv hepatita C) și a cancerului.
Natco Pharma operează în India, SUA, Europa și Asia. Filialele sunt situate în America de Nord și America Latină, regiunea Asia-Pacific, Orientul Mijlociu și Asia de Sud-Est.
Compania a fost denumită inițial Natco Fine Pharmaceutical Ltd. A devenit oficial publică din iulie 1992. În februarie 1993, și-a schimbat numele în Natco Pharma (NPL).
Gama de produse Natco Pharma Limited este mai mult de 500 de medicamente și se extinde constant datorită cercetării de bază și cooperării în domeniul tehnologiei.
Compania produce astfel de medicamente precum Sofosbuvir, Daclatasvir, Lenalidomida, Entecavir, Deferazirox, Ledipasvir, Imatinib, Bendamustin, Bortezomib, Chlorambucil, Velpatasvir și alții.
NPL este un producător de medicamente pentru Ranbaxy și Parke Davis și este o companie certificată ISO 9002 care permite dezvoltarea exportului. Natco Pharma Ltd a inițiat propriul proces de înregistrare a mărcilor în peste 20 de țări.
Pentru a intra pe piața americană, NPL a format o filială a Natco Pharma în Statele Unite și a încheiat o cooperare de cercetare cu laboratorul regional de cercetare Jammu, Centrul de biologie celulară și moleculară pentru peptide sintetice și Institutul central pentru cercetarea pielii.
Laboratoarele Natco, Natco Parenterals și Karanth Pharmaceuticals s-au unit cu compania-pilot NPL pentru a oferi o bază mare de active și pentru a crește capacitățile de înaltă tehnologie.

## Locație
Sediul social se află în Hyderabad, Telangana, India.
Registrator - Capital de risc și investiții corporative Pvt. Ltd.

## Birouri de reprezentare în Rusia și țările CSI
Natco Pharma nu are birouri de reprezentare oficiale în Rusia și în țările CSI.

## Conducerea companiei
- VC Nannapaneni - președinte și director general,
- Rajeev Nannapaneni - vicepreședinte și director executiv,
- Vivek Chhachhi - Directorul nu este exe.Non Ind.
- TV Rao este regizor independent
- GS Murthy - director independent,
- DG Prasad - director independent,
- U.R Naidu - director independent,
- Lila Digumarti - director independent,
- PSRK Prasad - vicepreședinte executiv al ingineriei,
- D Linga Rao - Director și președinte (probleme tehnice).[4]

## Istoricul companiei
Compania a început operațiunile în 1981. Astăzi, are propriile sale centre de cercetare și peste 4000 de oameni de știință calificați. Produsele NPL sunt exportate în SUA, Australia, Canada, Brazilia, Europa, țările CSI, Vietnam, Hong Kong, China, Olanda, Nigeria, Tanzania și Kenya etc.
Natco Pharma Limited este certificată de Organizația Mondială a Sănătății și produce produse pentru Ranbaxy Laboratories Ltd., Eskayef Ltd., Parke Davis (I) Ltd., Fulford India Limited, Cadila Ltd., John Wyeth India Ltd., ICI Ltd. și SOL Pharmaceuticals Ltd.

## Cronologie
1996 - eliberarea medicamentului Sumatriptan împotriva migrenei sub propria sa marcă.
1997 - Natco Pharma Limited a încheiat un acord prin care se acorda dreptul de a vinde produse Natco în Rusia și în alte țări CSI. Fuziunea companiilor din grup este Natco Pharma, Natco Laboratories, Natco Parenterals și Dr. Karanth Pharma Chemical Labs.
1998 - Natco Pharma Ltd a încheiat un acord cu gigantul farmaceutic american Mallin Krodt pentru producerea și exportul de Naproxen.
2002 - Natco Pharma Ltd a primit aprobarea de la Administrația Produselor Terapeutice (TGA), Australia, pentru instalația Mekagood.
2003 - eliberarea medicamentului anti-cancer Imatinib sub propria sa marcă.
Eliberarea unui medicament care conține acid zoledronic pentru injectare. Natco Pharma a devenit a doua companie care a lansat producția acestui medicament în lume.
Eliberarea medicamentului Letrozol pentru tratamentul cancerului mamar avansat la femeile aflate în postmenopauză.
Comandați Rs 35-fr pentru export de Citalopram Hydrobromide (utilizat ca antidepresiv pentru tratament).
2004 - Natco Pharma lansează un medicament anti-cancer, deschide unitatea de oncologie. În același an, el a eliberat un medicament pentru tratamentul cancerului de prostată și un medicament pentru cancerul ovarian.
2005 - Natco Pharma Limited semnează un Memorandum de Înțelegere (MoU) pentru schimbul de tehnologii legate de producția de produse pentru cancer. De asemenea, lansează medicamentul Voriconazol.
2006 - Natco anunță lansarea Pemetrexed pentru tratamentul cancerului pulmonar cu celule non-mici.
2007 - Natco anunță eliberarea unui contraceptiv de clasă mondială.
2010 - Natco Pharma lansează Bendamustine și Anastrozol în SUA.
2011 - Natco, împreună cu compania americană Levomed LLS, au format o altă companie, Natcofarma Do Brasil, pentru distribuirea medicamentelor în Brazilia.
2012 - compania primește Golden Peacock World Award pentru dezvoltarea sa.
Natco anunță lansarea unei cure pentru cancerul de rinichi și ficat.
2015 - Natco lansează producția Sofosbuvir în Nepal.
2016 - Natco lansează prima capsulă Tamiflu în SUA.

## Politica de preț a companiei
Natco Pharma Ltd produce analogi ale unor medicamente scumpe, cunoscute, de marcă, ceea ce le face accesibile pentru pacienții cu venituri mici. Așadar, în 2012, o companie indiană a anulat un brevet pentru un medicament pentru cancer fabricat de Bayer, spunând că urma să vândă medicamente generice Tosilat Sorafenib pentru 3% din prețul perceput de Bayer din Germania pentru original. Astăzi, Natco vinde medicamentul în India pentru 174 de dolari. Medicamentul original Bayer se vinde pentru 5.500 de dolari.
În 2015, Natco, sub numele său propriu, a lansat Sofosbuvir, un medicament utilizat pentru tratarea hepatitei cronice C, un analog al Sovaldi (Sovaldi), produs de compania americană Gilead. Prețul pentru o sticlă pentru un medicament este stabilit la aproximativ 20 de mii de rupii, adică aproximativ 300 de dolari. Un curs de 12 săptămâni costă aproximativ 945 dolari (adică de 12 ori mai ieftin decât originalul din Statele Unite).
În mai 2017, o companie indiană a lansat un remediu pentru cancerul de sânge la un preț de 5.000-20.000 de rupii, care este cu 98% mai mic decât prețul din Statele Unite. Pomalidomida este destinată pacienților cu mielom multiplu (un tip de cancer de sânge). Medicamentul este vândut de Celgene Inc în Statele Unite, sub numele de marcă „Pomalyst”. Natco va vinde capsule de pomalidomide sub propriul său brand în India.
În octombrie 2017, acțiunile Natco Pharma Ltd au crescut cu 20%, de când Administrația SUA pentru Alimente și Medicamente (FDA) a aprobat medicamentul generic Copaxon dezvoltat de Natco în parteneriat cu compania olandeză Mylan. Acest medicament este utilizat pentru a trata scleroza multiplă. Medicamentul original este fabricat și vândut de compania israeliană Teva. Pentru cele 12 luni până la 31 iulie 2017, vânzările de Copaxone la o doză de 20 mg s-au ridicat la 700 milioane dolari, la o doză de 40 mg - 3,6 miliarde dolari.
- Site-ul oficial Natco Pharma în engleză
- Site-ul oficial Natco Pharma în limba rusă